# No culpes a la noche
Albums de Luis Miguel
Cómplices
(2008) Luis Miguel
(2010)
Singles
No culpes a la noche - The Club Remixes  (français : Ne blâme pas la nuit) est un album de remix du chanteur mexicain Luis Miguel. L'album a fait ses débuts à la 16e place pour ensuite se hisser à la 3eplace du Top 100 mexicain. Il a été certifié or et platine pour la vente de plus de 120 000 exemplaires. Du côté des États-Unis, l'album a été classé pendant une semaine à la 180e place du Billboard 200 et a atteint la 4e place du hitparade Billboard Top Latin Albums. 

## Contenu
Le 22 septembre 2009, Luis Miguel revient avec un nouvel album, No culpes a la noche, une œuvre qui surprendra ses fans puisqu'il s'agit de dix de ses tubes pop rythmés, remixés. 
Sur l'album, on trouve la chanson la plus connue en anglais que Luis Miguel réinterprète, Blame It on the Boogie, une chanson originale des Jacksons Five (Michael Jackson et ses frères), dont le nom a été changé en Será que no me amas. Au-delà des paroles, le montage est identique à l'original enregistré en 1978.
Dave Shim, rédacteur d'AllMusic, donne une appréciation positive de l'album, affirmant que No culpes a la noche « marie le prodigieux talent du chanteur pour la chanson avec les grooves de club » et que « les rythmes, bien qu'soient loin d'être avant-gardistes, sont largement discrets et encadrent joliment la voix persuasive de Miguel ».
L'album a débuté à la 180e place du classement Billboard 200, aux États-Unis. Le titre remixé Será que no me amas a été extrait comme premier single de cette collection. La chanson a rapidement atteint la première place des charts radio nationaux, dès le premier jour de sa sortie au Mexique ; No culpes a la noche est également devenue l'album le plus vendu grâce aux téléchargements numériques après sa sortie.

## Liste des pistes
Adapté de Discogs et d'AllMusic,.
| 1.  | Alguien Como Tu (ROCAsound Mix)                | Angel Márquez                                                    | 5:53 |
| 2.  | Como Es Posible Que a Mi Lado (Hex Hector Mix) | Alejandro Asensi / Kiko Cibrián / Luis Miguel                    | 4:44 |
| 3.  | Si Te Vas (ROCAsound Mix)                      | Kiko Cibrián / Salvador Tercero                                  | 5:09 |
| 4.  | Eres (Dario Gomez & Vlad Diaz Mix)             | Edgar Cortázar / Francisco Loyo / Salo Loyo / Luis Miguel        | 5:18 |
| 5.  | Suave (Dario Gomez & Vlad Diaz Mix)            | Orlando Castro / Kiko Cibrián                                    | 5:18 |
| 6.  | Sera Que No Me Amas (Hex Hector Mix)           | Juan Carlos Calderón                                             | 4:41 |
| 7.  | Sol, Arena y Mar (Danny Saber Club Mix)        | Francisco Loyo / Luis Miguel / Arturo Perez                      | 4:37 |
| 8.  | Vuelve (Arena Mix)                             | Alejandro Asensi / Edgar Cortázar / Francisco Loyo / Luis Miguel | 4:13 |
| 9.  | Te Propongo Esta Noche (Hex Hector Mix)        | Alejandro Asensi / Luis Miguel / Arturo Perez                    | 6:13 |
| 10. | Tu Imaginación (Long Remix)                    | Manuel Alejandro / Victor Feijóo                                 | 7:56 |